# Mezőtúr–Battonya-vasútvonal
A MÁV 125. számú Mezőtúr–Battonya-vasútvonala normál nyomtávolságú, egyvágányú, nem villamosított vasúti mellékvonal az Alföldön, kisebb részben Jász-Nagykun-Szolnok vármegye, nagyobb részben Békés vármegye területén.
A Mezőhegyes–Battonya-vonalszakasz egyike a 2023-ban leállított személyforgalmú vonalszakaszoknak.

## Fekvése
A vasútvonal Mezőtúr állomás kezdőpont felőli végén ágazik ki a 120-as számú Szajol–Lőkösháza-vasútvonalból dél–délnyugati irányban. Az első megállóhely, Pusztabánréve után déli irányba fordul, keresztezi a Hármas-Körös folyót, majd Halászlak után éri el Szarvast. Szarvas után délkeleti irányba fordul a vonal; Kisszénásnál kiágazik belőle a 126-os számú Kisszénás–Kondoros-vasútvonal, majd a vonal kis nyugati kitérő után ismét délnek veszi útját. Orosházánál keresztezi a 135-ös számú Szeged–Kötegyán-vasútvonalat, és ugyanitt csatlakozik hozzá a 147a számú Kiskunfélegyháza–Orosháza-vasútvonal. Orosházától elkanyarodva a vasút továbbra is déli irányba tart; egy, mára már megszüntetett megállóhely, Újmezőhegyes után éri el Mezőhegyest. Itt csatlakozik a 121-es számú Kétegyháza–Újszeged-vasútvonalhoz.
A vasútvonal keleti irányban hagyja el Mezőhegyest, majd Tompapuszta után dél-délkeleti irányba fordul és eléri Battonyát. A vonal ma Battonyáig tart, régebben tovább folytatódott Ópécska felé, ahol megint keletnek fordulva elérte Aradot. Az országhatáron túl Arad és Ópécska között használatban van a vonal, Ópécskától azonban az északi battonyai irány helyett nyugat felé, a romániai Nagylak felé folytatódik. Ez a vonalszakasz a terület Romániához csatolása után épült.

## Története
A vasútvonal első, Mezőtúr–Szarvas közti szakaszát 1880. május 1-jén adta át a forgalomnak a Tiszavidéki Vasút, a vasúttársaság utolsó beruházásaként. (A társaság vonalait még abban az évben átvette a MÁV.) A vonal eredeti felépítménye 6,5 méter hosszú 23,6 kg/m tömegű eI sínekből állt. A Hármas-Körösön fahíd épült, 13 darab 16 méteres nyílásközzel, 208 méteres teljes hosszúsággal. Pusztabánrévén és Halászlakon váróhelyiség, Szarvason állomásépület épült. A hidat 1925-ben acélhídra cserélték, 1944-es felrobbantása után 1946 szeptemberében építették újjá. Legutóbb 1980-ban építették át.
A Szarvas–Orosháza és az Orosháza–Mezőhegyes vonalszakaszokat már a Békés–Csanádi HÉV építette. Ez ma is látszik a vonal szelvényezésén, a szelvényszámozás Mezőtúrtól Szarvas, illetve Szarvasról Mezőhegyes felé halad. Mindkét szakasz átadása 1893. november 23-án történt meg. A vonalhoz több kisvasút is csatlakozott: például Pusztaszenttornyán, Nagyszénáson; a legjelentősebbek a Mezőhegyesi Gazdasági Vasút (Mezőhegyesi GV) és az Alföldi Kisvasút, régebbi nevén Alföldi Első Gazdasági Vasút (AEGV) voltak.
A Mezőhegyes–Battonya–Ópécska–Arad-vasútvonalat 1882. november 25-én adta át a forgalomnak az Arad–Csanádi Vasút. A vonalat a trianoni határ kettészelte. A Battonyától az országhatárig vezető szakaszt 1978-ban szedték fel, és azóta sem épült vissza.
A vonalat az 1968-as közlekedéspolitikai koncepció megszüntetésre ítélte, a bezárás időpontját többször is kitűzték, azonban továbbra is megmaradt. Végül a felújítás mellett döntöttek: 1978-1983 között épült át "c" rendszerűre a felépítmény, 34,5 kg/m tömegű sínekkel. A maximális sebesség a felújítás után is 40 km/h maradt, bár az engedélyezett tengelyterhelést felemelték 17 tonnára. A vonalbezárás ötlete felmerült 2006-ban és 2007-ben is, azonban mindkét alkalommal megmaradt a forgalom. 2012 áprilisában azonban az 1. számú menetrendi módosítással a vonatforgalmat mindössze 2 pár személyvonatra (egy hajnali és egy esti vonatpárra) csökkentették. Mezőhegyes és Battonya között 2023. augusztus 1-jétől leállították, és autóbuszokkal helyettesítették a személyszállítást. 
A határátmeneten kb. 11 kilométer vágány hiányzik. Térségi szinten ugyan tervezték az újjáépítését, azonban ennek megvalósulására kevés esély maradt, különösen azóta, hogy 2012-ben a román szakaszon az egykori nyomvonalat átvágta az Arad-Nagylak autópálya nyomvonala.

## A pálya
A pályasebesség 60 km/h, Orosháza és Mezőhegyes közt több helyen 40 km/h-s lassújelek találhatóak. A sínek nagyrészt 48 kg/m rendszerűek, vegyesen talpfákon és vasbetonaljakon fekszenek. Kardoskút és Mezőhegyes között nagyrészt „I” rendszerű a pálya (42,8 kg/m tömegű sínekkel). A vonal többi részétől eltérően errefelé előfordul bányakavics-ágyazat is.

## Forgalom
A vonalon ütemes menetrend van érvényben, a vonatok többsége Mezőtúrtól egészen Mezőhegyesig jár. Vasárnap viszont további 1 pár vonat is közlekedett Mezőtúrtól egészen Battonyáig. Mezőhegyestől Battonyáig ideiglenes járványügyi menetrend szerint napi 1 pár vonat járt a hajnali órákban. 2022 szeptemberétől már napi 2 pár vonat közlekedett. Vonatkeresztezés általában Szarvason, Orosházán és Mezőhegyesen történik. Más mellékvonalakhoz képest az utasforgalom igen jó, mivel Mezőhegyesen, Orosházán és Mezőtúron is biztosítva vannak az átszállások minden irányba. A vonalon döntő többségben Bzmot típusú szerelvények közlekednek, a 2010-es menetrendi évben 41 km/h-s átlagsebességgel. Teherforgalom Kardoskút és Orosháza, valamint Mezőtúr és Szarvas között jellemző. 2023. augusztus 1-től Mezőhegyes és Battonya között szünetel a személyforgalom (bővebben:2023-as magyarországi vasútbezárások).

## Képek

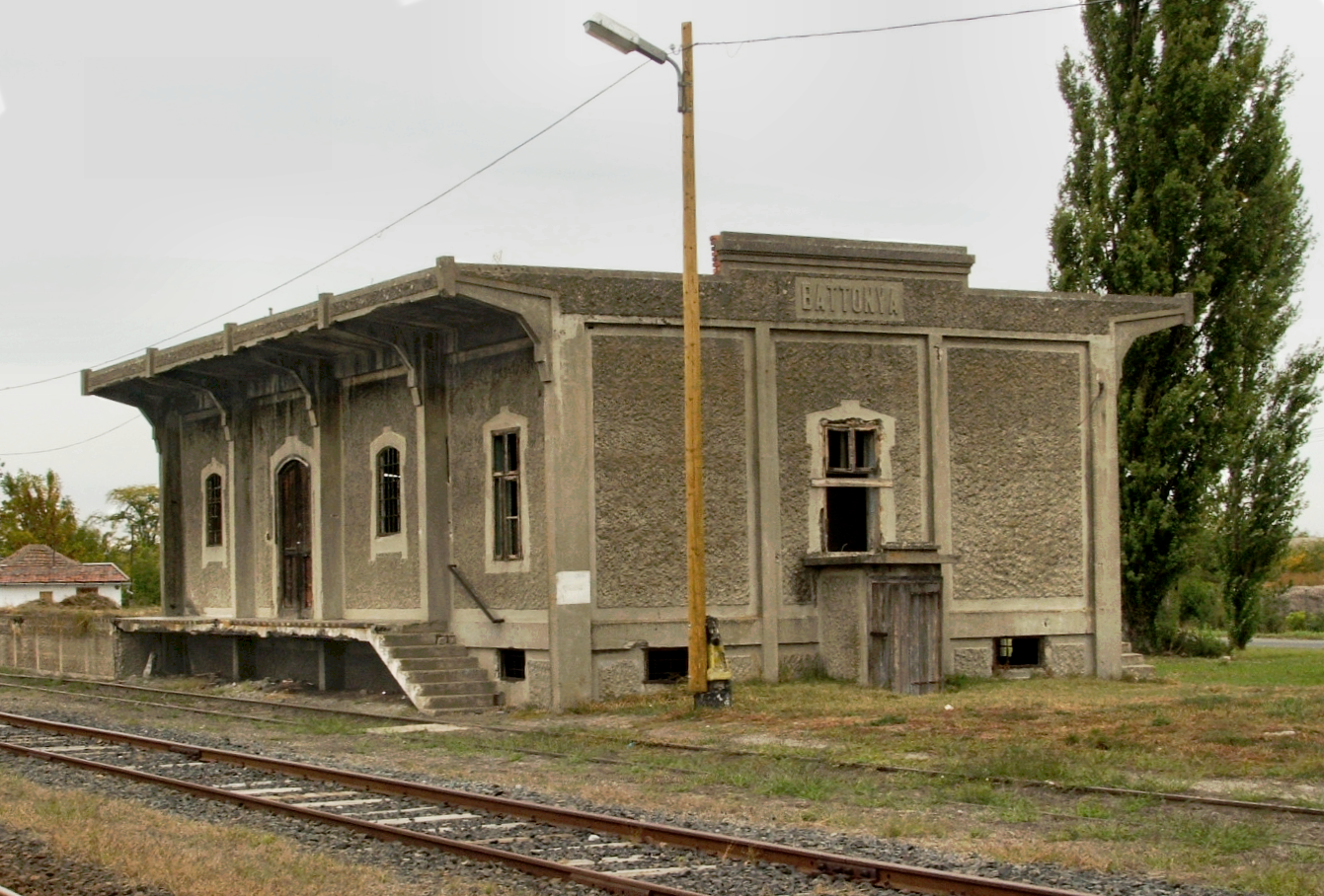
Battonya állomás ACSEV-szabvány áruraktára. Az ACSEV áruraktárait Zielinski Szilárd tervezte, és a korai magyar vasbeton-építészet példáinak számítanak.
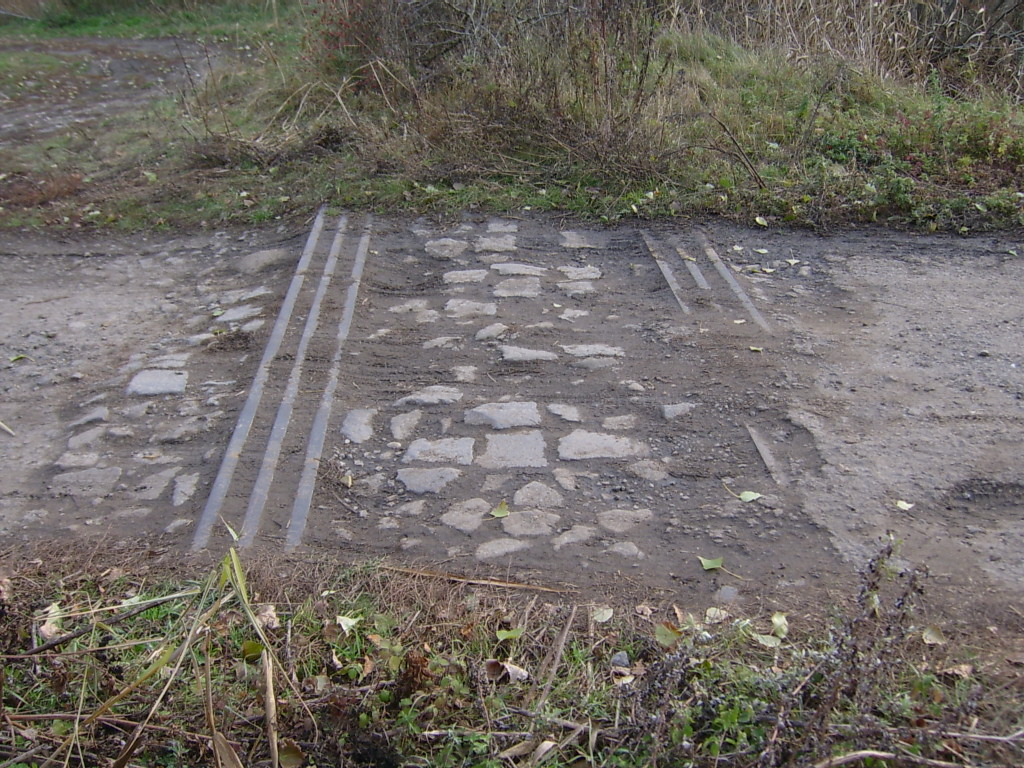
A vonal megszüntetett folytatásának megmaradt útátjárója közel az országhatárhoz